# Afton (Virginia Occidental)
Afton es un área no incorporada ubicada en el condado de Preston, Virginia Occidental, Estados Unidos. Está catalogada como un asentamiento humano por la Junta de Nombres Geográficos de los Estados Unidos. Su número de identificación (ID) es 1549558. Se encuentra a 815 m s. n. m. (2674 pies).

## Historia
Se estableció una oficina de correos en 1901 y permaneció en funcionamiento hasta 1909.